# Bailío
En un principio, el bailío o baile era un agente de la administración real o señorial en un territorio determinado. El de categoría superior era «gran bailío de espada», que administraba justicia en nombre del rey o de un señor. Durante el Antiguo Régimen francés, era el representante de la autoridad del rey o del príncipe, encargado de hacer aplicar la justicia y controlar la administración en su nombre.
Las tierras bajo la jurisdicción de un bailío se llamaron bailiaje, bailiazgo o bailía.
Los bailiajes fueron establecidos en el siglo XIII en el dominio real, principalmente, por Felipe Augusto. El cargo, al principio, era ostentado por comisarios reales que administraban justicia, recibían impuestos y admitían, en nombre de la corona, las quejas del pueblo contra sus señores. Su jurisdicción, regulada por los Capetos, fue muy amplia en sus comienzos, pero los abusos de poder que cometieron obligaron a los reyes a reducirla. Hacia el siglo XVI, el papel del bailío llegó a ser simplemente honorífico, y el teniente general del bailiaje y otros funcionarios se repartieron su poder. Sin embargo, su cargo siguió considerándose noble y de espada. Carlos IX de Francia, en 1560, los declaró funcionarios de robe courte.
En Gran Bretaña, los normandos llamaron igualmente bailli a lo que los sajones llamaban reeve, el oficial superior local encargado de ejecutar las órdenes de La Corona. 
En la actualidad, el título de bailío se le da a varios tipos de funcionarios públicos en países que usan como sistema legal el common law, tales como el Reino Unido, Estados Unidos o Canadá, y sus funciones generalmente incluyen la ejecución de órdenes judiciales y cobro de deudas.

## Otros significados
- En Suiza, durante el Antiguo Régimen, el bailío era el gobernador de un prebostazgo (Landvogt).
- La función de bailío todavía existe, especialmente en las Islas del Canal.
- Se llamaba también bailíos, bailíos señoriales, a los simples oficiales de justicia señorial, llamados de ropa larga o pequeños bailíos, para distinguirlos de los bailíos reales.
- También eran llamados bailío algunos guardianes de un castillo que sirviera de prisión.
- En la Orden de Malta, se da el nombre de bailío a los dignatarios superiores, a los comandantes e inferiores a los grandes priores.
- En el Reino Unido, se le da el nombre de bailío a varios tipos de funcionarios públicos, generalmente aquellos cuyas funciones implican la ejecución de órdenes judiciales, cobro de deudas, o vigilancia policial en ciertas jurisdicciones. Coloquialmente, a los cobradores de deudas se les suele conocer como "bailíos", incluso aquellos que no tienen ese título de forma oficial.
- En Canadá, el bailío se encarga de servir documentos legales, ejecutar embargos y desahucios, y aplicar candados para ruedas a vehículos incorrectamente estacionados. En la provincia de Ontario, su función es en la jurisdicción penal, y se encargan de transportar prisioneros entre reclusorios.
- En Estados Unidos, el bailío cumple funciones similares a las que tiene en Canadá, y también se dedica a custodiar y vigilar la seguridad pública en los juzgados.
- En Córdoba hay una cuesta llamada Cuesta del Bailío, que hace referencia a la presencia de la casa del Gran Bailío de Córdoba.